# Cratere Halieus
Halieus è un cratere sulla superficie di Ganimede.